# Carlton Martial
Carlton Anthony Martial (Mobile, 11 aprile 1999) è un giocatore di football americano statunitense che gioca come linebacker per i Kuopio Steelers.
Dopo aver giocato per la squadra universitaria dei Troy Trojans ha firmato con i canadesi Hamilton Tiger-Cats; tagliato a fine preseason, si è trasferito in Finlandia ai Kuopio Steelers.